# Pasteur (christianisme)
Pour les articles homonymes, voir Pasteur.

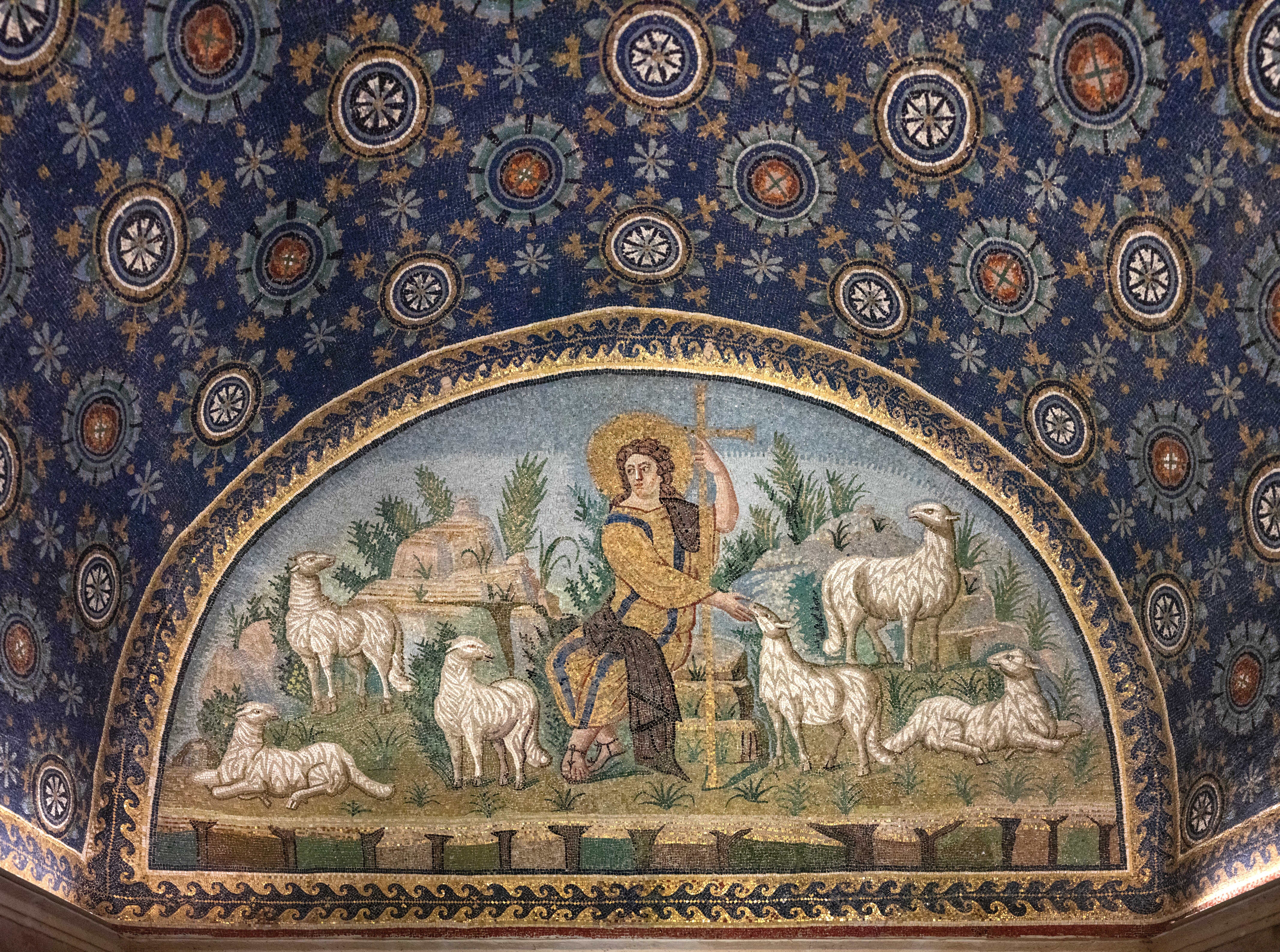
Mosaïque du Bon Pasteur, mausolée de Galla Placidia, Ravenne, Ve siècle.

Un pasteur est une personne qui exerce des fonctions de gestion et d'enseignement dans une communauté ecclésiale chrétienne. Le terme désigne un ministre du culte protestant ou évangélique. Il désigne également, mais dans un sens moins institutionnel, un prêtre ou un diacre dans les Églises catholique et orthodoxe. Cette appellation se réfère au thème du berger dans la Bible, en particulier dans le Nouveau Testament, et à l'identification de Jésus-Christ à l'image du « Bon Pasteur ».

## Origine
Dans l'Ancien Testament, le Dieu d'Israël est fréquemment comparé à un berger. « La métaphore pastorale apparaît d'abord comme un titre divin, bien avant l'institution de la monarchie, contrairement à ce que l'on considère généralement en y voyant un titre spécifiquement royal […]. L'origine de ce titre est double : il est d'abord et surtout lié à la vieille conception du Dieu des Pères qui s'est maintenu en Canaan à côté de la religion officielle des dieux El et Baal, il représente ensuite une transposition sur le nouveau Dieu YHWH d'un attribut royal cananéen. Le fait que ce titre ait été repris et amplifié avec une certaine prédilection peut s'expliquer par sa particulière aptitude à exprimer les expériences de l'exode et de la marche dans le désert […]. Désormais c'est à la fois comme Dieu de Jacob et comme Roi d'Israël que YHWH sera le berger de son peuple. » (Philippe de Robert, Le Berger d'Israël : Essai sur le thème pastoral dans l'Ancien Testament)
Le psaume 23, un des psaumes les plus connus et les plus cités dans les Églises protestantes, en particulier au cours des cérémonies funèbres, commence par « L'Éternel (YHWH) est mon berger ».

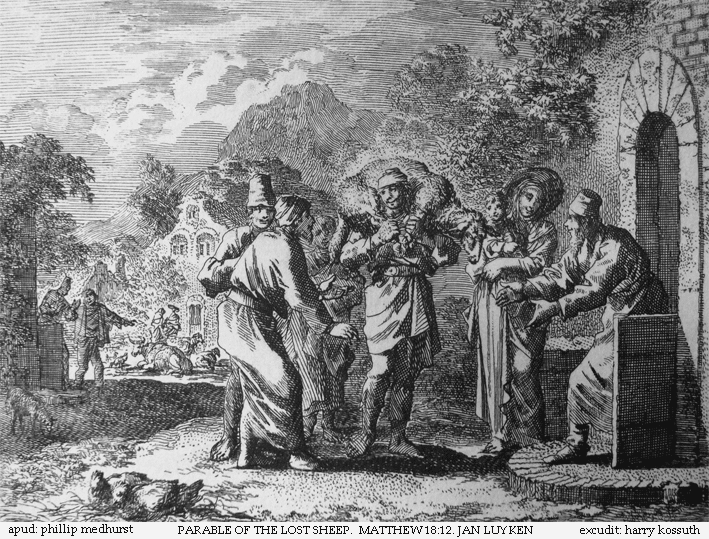
Parabole de la brebis égarée (Mt 18:12), gravure de Jan Luyken.

Dans le Nouveau Testament, le mot pasteur est employé à plusieurs reprises, y compris par Jésus lui-même :
- dans ses paraboles sur les brebis (la brebis égarée et retrouvée, Mt 18:12 ; les brebis qui écoutent et reconnaissent la voix du pasteur) ;
- quand Jésus parle de lui-même en tant que guide : « Je suis le Bon Pasteur ». Par extrapolation, il deviendrait le modèle du pasteur ;
- lorsqu'il dit par deux fois à Pierre : « Pais mes agneaux » puis une fois « Pais mes brebis »(Jn 21:15-17) où il donne à Pierre la charge de guide non seulement des fidèles, mais également des Églises.

L'apôtre Paul, dans son épître aux Éphésiens, parle également des pasteurs, qui auront pour charge de « former les saints pour l’œuvre du ministère » (Ep 4.10,11). Selon ce texte, le ministère pastoral aurait donc pour fonction principale de former les chrétiens afin qu'ils puissent, chacun selon son appel, vivre ce pour quoi Dieu les a appelés.
Le mot pasteur est employé en ce sens dans le christianisme en général.
Le pastorat est un ministère donné par Dieu pour l'Église : « Et il (Dieu) a donné les uns comme apôtres, les autres comme prophètes, les autres comme évangélistes, les autres comme pasteurs et docteurs, pour le perfectionnement des saints en vue de l’œuvre du ministère et de l'édification du corps de Christ (l'Église). » Éphésiens, 4:11-12.

## Catholicisme
Dans la religion catholique, le mot peut désigner, dans une certaine mesure toute personne chargée de conduire spirituellement une communauté religieuse, et est donc utilisé quelquefois pour parler du prêtre ou de l'évêque. En anglais nord américain, en Allemagne du nord et dans la langue néerlandaise, un curé est appelé pastor ou pastoor.

## Protestantisme

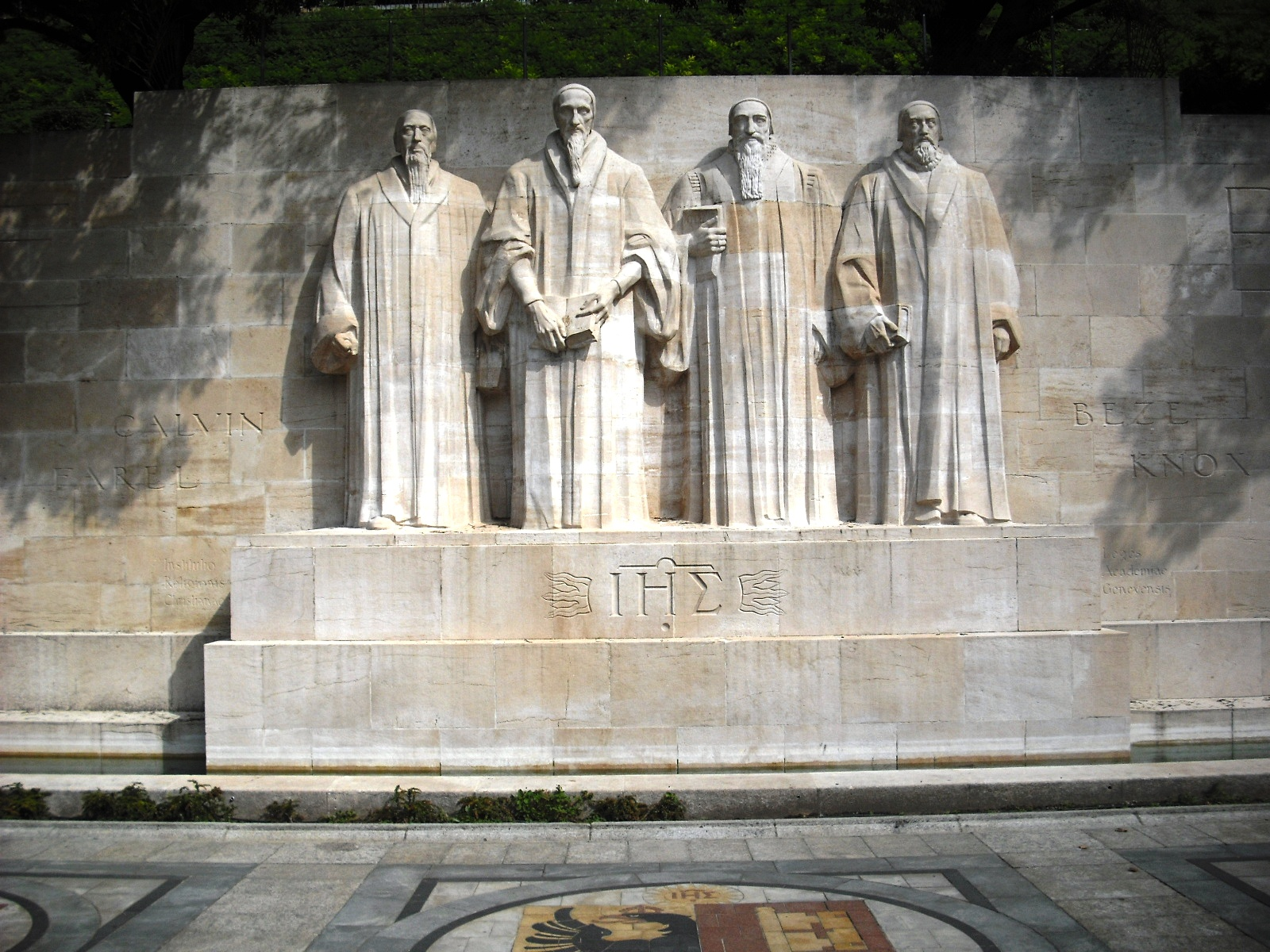
De gauche à droite : Guillaume Farel, Jean Calvin, Théodore de Bèze et John Knox (Monument international de la Réformation, Genève). Les quatre réformateurs sont associés au christogramme IHS et portent la robe pastorale.

Les protestants multitudinistes ne connaissent pas de clergé, au sens de personnes qui recevraient le sacrement de l'ordre ou qui seraient investies d'un pouvoir particulier. Chaque protestant se considère comme engagé dans le sacerdoce universel. S'appuyant notamment sur la première épître de Pierre (chapitre 2, verset 9), Martin Luther a développé ce principe très tôt en affirmant : « le baptême seul fait le chrétien. Tous nous sommes prêtres, sacrificateurs et rois. Tous nous avons les mêmes droits […]. L’État ecclésiastique ne doit être dans la chrétienté qu’une sainte fonction. Aussi longtemps qu’un prêtre est dans sa charge, il paît l’Église. Le jour où il est démis de ses fonctions, il n’est plus qu’un paysan. » (Manifeste à la nation allemande, 1520)
De ce fait, le pasteur, dont le titre officiel est « ministre du saint Évangile », ne saurait être comparé chez les protestants à un prêtre catholique ou orthodoxe. Pasteur est finalement un nom d'usage, le mot propre est ministre, étymologiquement : serviteur. Le mot latin ministerium « fonction de serviteur [minister], service, fonction » a aussi donné le mot métier – d’ailleurs le nom anglais pour pasteur est minister, qui désigne aussi un ministre. Le pasteur est simplement quelqu'un dont le métier est le service du culte (prédication et sacrements), l'enseignement ainsi que la direction et l'accompagnement d'une communauté sur un territoire donné.

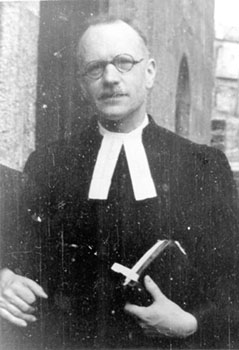
Le pasteur réformé André Trocmé devant le temple du Chambon-sur-Lignon vers 1941, sans doute un dimanche avant ou après le culte comme l'indique sa robe pastorale, un vêtement sacerdotal qui n'est porté par les pasteurs protestants que lors de cérémonies religieuses.

Étant donné ses fonctions, un pasteur doit avoir satisfait à diverses conditions d'études et de diplômes. En Europe, le master en théologie (bac+5) est exigible (master professionnel, bac+5, pour les Églises luthéro-réformées en France). Les diplômes reconnus ne suffisent cependant pas pour être pasteur, il faut aussi un agrément d'une commission des ministères. Dans l'Église protestante unie de France, le pasteur doit, après son master pro, faire encore deux ans de proposanat (stage) en paroisse pour enfin être agréé (ou pas) par la commission des ministères et reconnu comme ministre.
Un cursus de formation typique pour un pasteur français est donc le suivant :
- licence en théologie, cursus de trois ans après le baccalauréat. Les facultés habilitées sont notamment qui peut s'obtenir par exemple auprès de l'Institut protestant de théologie ou la Faculté de théologie protestante de Strasbourg ;
- master professionnel, cursus de deux ans après la licence qui comporte un an d'enseignement de type master, un stage, des séminaires et la rédaction d’un mémoire. Les étudiants peuvent s’inscrire en master professionnel après avoir validé la première année du master. Au préalable ils auront également pris contact avec l’Église où ils envisagent d’exercer un ministère et qui leur aura donné son autorisation ;
- proposanat de deux ans effectué dans une Église locale ou une paroisse au terme du master professionnel, et après accord de la Commission des ministères de l'Église protestante unie de France.

C'est seulement à l'issue de ce cursus que la Commission des ministères va autoriser l'ordination ou la consécration du nouveau pasteur et l'inscrire au rôle. Les luthériens, les anglicans, les Frères moraves, les méthodistes et les adventistes pratiquent une ordination ; l'Église protestante unie de France célèbre une ordination-reconnaissance de ministère. Les protestants conservateurs (libristes ou réformés) maintiennent le concept de consécration pastorale. Dans le protestantisme historique, le pasteur est élu par un conseil presbytéral (lui-même élu par l'assemblée générale locale) en concertation avec un conseil régional (ou synodal) qui est son véritable employeur.
Le statut du pasteur est légèrement différent selon les confessions protestantes et surtout selon le régime de gouvernement de l'Église considérée :
- épiscopalien : certaines Églises évangéliques luthériennes, méthodistes et quelques rares Églises réformées connaissent un ministère épiscopal personnel, qui est une fonction de l'Église et non un ordre sacramentel[6] ;
- congrégationaliste ;
- presbytérien-synodal.

### Christianisme évangélique
Le pasteur chrétien évangélique exerce des fonctions de direction, enseignement et conseil dans les églises. La formation des pasteurs s’effectue dans un institut de théologie évangélique pour une durée d’une année (certificat) à quatre années (licence, master) en théologie évangélique. La consécration pastorale se fait généralement par l’église locale, qui le place comme interprète principal de la Bible. Les pasteurs peuvent se marier et avoir des enfants.

## Pastorat féminin

### Protestantisme
Dans une partie des Églises protestantes, les femmes peuvent être pasteurs. Les Églises confessionnelles, qui ont fait le choix de suivre la position des premiers réformateurs ne l'autorisent cependant pas. Jean Calvin exprime, dans son institution, le fait que les femmes ne sont pas autorisées à exercer le sacrement du baptême. Ce qui est compris comme une tâche appartenant au pasteur. Il reprend l'argumentation de d'Épiphane de Salamine, qui disait que la permission n'a même pas été donnée à la sainte mère du Christ.
En 1918, les deux premières pasteures suisses, Elise Pfister et Rosa Gutknecht sont ordonnées dans le canton de Zurich. Suit en 1929 Marcelle Bard, nommée pasteure dans l'Église nationale protestante de Genève en Suisse. Et en 1949, Élisabeth Schmidt sera la première femme consacrée pasteure dans l'Église réformée de France.

### Christianisme évangélique
Certaines dénominations chrétiennes évangéliques autorisent officiellement le  ministère des femmes dans les églises. La première femme baptiste qui est consacrée pasteur est l’américaine Clarissa Danforth dans une église baptiste libre en 1815. D’autres premières ordinations de femmes pasteures ont également eu lieu dans diverses dénominations. En 1882, dans les Églises baptistes américaines USA . Dans les Assemblées de Dieu des États-Unis, en 1927  . En 1965, dans la Convention baptiste nationale, USA . En 1969, dans la Convention baptiste nationale progressiste. En 1975, dans l'Église Foursquare. En 1975, dans l’Église Foursquare.

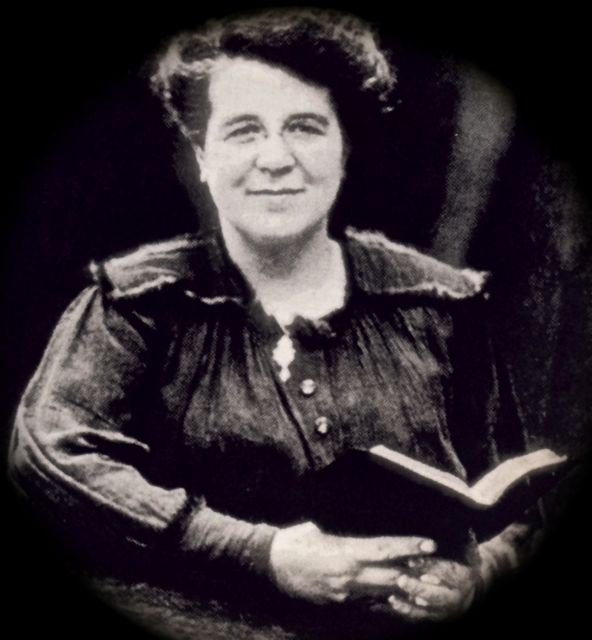
Madeleine Blocher-Saillens (1881-1971).

La première femme pasteur française est Madeleine Blocher-Saillens : elle est reconnue pasteur par l'Église évangélique baptiste indépendante du Tabernacle, à Paris, en 1929.

## Dans la fiction

### Romans et nouvelles
- Moby-Dick, roman américain de Herman Melville, 1851 : le père Mapple.
- La Symphonie pastorale, roman d'André Gide, 1919 : le pasteur Jean Martens.
- La Confession du pasteur Burg, roman de Jacques Chessex, 1967.
- Le Pasteur détective, roman policier britannique de Ruth Rendell, 1967.
- Scorpion noir, roman policier américain de John Katzenbach, 1994.
- La Pasteure, roman norvégien de Hanne Ørstavik, traduction française 2008.
- Le Bestial Serviteur du pasteur Huuskonen, de Arto Paasilinna, 2007, traduit du finnois.
- Le Cantique de l'apocalypse joyeuse, de Arto Paasilinna, 2009, traduit du finnois.

### Théâtre
- Il est minuit docteur Schweitzer, pièce de Gilbert Cesbron, 1952, mettant en scène Albert Schweitzer[24].

### Cinéma
- Drôle de drame, film français de Marcel Carné, 1937, avec Louis Jouvet dans le rôle d'Archibald Soper, évêque de Bedford[25].
- La Symphonie pastorale, film français de Jean Delannoy, 1946 avec Pierre Blanchar dans le rôle du pasteur Jean Martens[26].
- Il est minuit, docteur Schweitzer, film français d'André Haguet, 1952, d'après la pièce de Gilbert Cesbron, avec Pierre Fresnay dans le rôle d'Albert Schweitzer[27].
- Robert Mitchum interpréta trois fois le rôle d'un pasteur :
  - La Nuit du chasseur, film américain de Charles Laughton (1955) ;
  - Cinq Cartes à abattre, western américain d'Henry Hathaway (1968) ;
  - La Colère de Dieu, western américain de Ralph Nelson (1972).
- Moby-Dick, film américain de John Huston, 1956, avec Orson Welles dans le rôle du père Mapple.
- Major Dundee, western américain de Sam Peckinpah,1965, avec Robert. G. Armstrong dans le rôle du Révérend.
- Appelez-moi monsieur Tibbs, film policier américain de Gordon Douglas avec Martin Landau, dans le rôle du révérend Logan Sharpe.
- Switchblade, film américain de Don Murray, 1970, avec Pat Boone dans le rôle du pasteur Wilkerson[28].
- Little Big Man, western américain d'Arthur Penn, 1970, avec Thayer David dans le rôle du révérend Pendrake.
- Buck et son complice, western américain de Sidney Poitier avec Harry Belafonte dans le rôle du prêcheur.
- Fureur apache, western américain de Robert Aldrich,1972 avec Bruce Davidson dans le rôle du lieutenant Garnett DeBuin, militaire chrétien, fils d'un pasteur.
- Jeremiah Johnson, western américain de Sydney Pollack,1972 avec Paul Benedict dans le rôle du révérend Linquist.
- Fanny et Alexandre, film suédois d'Ingmar Bergman, 1983, avec Jan Malmsjö dans le rôle de l'évêque Edvard Vergerus.
- L'Amour à mort, film français d'Alain Resnais, 1984, avec Fanny Ardant et André Dussollier dans les rôles des pasteurs Jérome et Judith Martignac[29].
- Pale Rider, le cavalier solitaire, 1985, western américain de et avec Clint Eastwood.
- Fashion Maman (Raising Helen), film américain de Garry Marshall, 2004, avec John Corbett dans le rôle du pasteur Dan Parker[30].

### Télévision
- Colorado, série télévisée américaine (1978) de Frank Skimerhorn, interprété par Richard Crenna, The Massacre, pasteur et colonel, responsable du massacre d'une tribu cheyenne à Sand Creek en novembre 1864 (John Chivington dans l'histoire)
- Moby Dick, 1998, mini-série télévisée en trois épisodes de Franck Roddam, avec Gregory Peck dans le rôle du père Mapple.
- Les Châtaigniers du désert, téléfilm français de Caroline Huppert, 2010, avec Élodie Navarre dans le rôle d'une pastourelle
- Moby Dick, téléfilm américain, de Mike Barket, 2011, avec Donald Sutherland dans le rôle du père Mapple.
- L'Épouvantail, série télévisée américaine de James Neilson, 1964, interprété par Patrick McGoohan, pasteur durant le jour et justicier masqué durant la nuit.
- Preacher, série télévisée américaine de Seth Rogen (inspirée des comics Preacher de Garth Ennis), interprété par Dominic Cooper, pasteur malgré lui dans une petite ville du Texas.